# فردریک گیبسون (بازیکن فوتبال)
فردریک گیبسون (انگلیسی: Frederick Gibson؛ زادهٔ 18 June 1907) بازیکن فوتبال اهل بریتانیا است.
از باشگاه‌هایی که در آن بازی کرده‌است می‌توان به باشگاه فوتبال میدلزبرو، باشگاه فوتبال بوستون یونایتد، باشگاه فوتبال هال سیتی، و باشگاه فوتبال برادفورد سیتی اشاره کرد.